# Faleni
Phaleni (en népalais : फलेनी) est un comité de développement villageois du Népal situé dans le district de Lamjung. Au recensement de 2011, il comptait 1 405 habitants.